# Bobadilla del Campo
Bobadilla del Campo ist ein nordspanischer Ort und eine Gemeinde (municipio) mit 284 Einwohnern (Stand: 2024) im äußersten Süden der Provinz Valladolid der Autonomen Gemeinschaft Kastilien-León.

## Lage
Der Ort Bobadilla del Campo liegt in der Comarca Tierra de Pinares in der kastilischen Hochebene in einer Höhe von etwa 760 m ü. d. M. Die Provinzhauptstadt Valladolid befindet sich gut 70 km (Fahrtstrecke) nordöstlich; die historisch bedeutsame Kleinstadt Medina del Campo ist nur gut 15 km in nordöstlicher Richtung entfernt. Das Klima im Winter ist durchaus kalt, im Sommer dagegen warm bis heiß; die spärlichen Regenfälle (ca. 375 mm/Jahr) fallen verteilt übers ganze Jahr.

## Bevölkerungsentwicklung
| Jahr      | 1857 | 1900 | 1950 | 2000 | 2016 |
| Einwohner | 589  | 577  | 788  | 408  | 303  |

Der Bevölkerungsrückgang in der zweiten Hälfte des 20. Jahrhunderts ist im Wesentlichen auf die Mechanisierung der Landwirtschaft und den damit einhergehenden Verlust von Arbeitsplätzen zurückzuführen.

## Wirtschaft
Die auf den mit Steinen und Sand durchsetzten Lehmböden der Tierra de Pinares betriebene Feldwirtschaft und die Haltung von Kleinvieh (v. a. Hühner) bildeten jahrhundertelang die Lebensgrundlage der als Selbstversorger lebenden Bevölkerung der Region; Pferde und Esel wurden als Zug- und Tragtiere gehalten. Seit dem Mittelalter entwickelten sich auch Handwerk, Kleinhandel und Dienstleistungsbetriebe aller Art, die jedoch inzwischen zumeist wieder verschwunden sind.

## Geschichte
In vorrömischer Zeit gehörte die Region zum Siedlungsgebiet des keltischen Volksstamms der Vaccäer; später kamen Römer und Westgoten und im 8. Jahrhundert wurde das Gebiet von den Mauren überrannt – alle vier Kulturen haben jedoch in dem Gebiet nur wenige archäologisch verwertbare Spuren hinterlassen. Bereits im 9. Jahrhundert eroberten asturisch-leonesische Heere die Gebiete nördlich des Duero zurück (reconquista). Ende des 10. Jahrhunderts machte der maurische Heerführer Almansor die christlichen Erfolge vorübergehend wieder zunichte, aber im 11. Jahrhundert dehnte das Königreich León sein Herrschaftsgebiet erneut bis zur Duero-Grenze aus und betrieb eine Politik der Wiederbevölkerung (repoblación). Nach vorangegangenen Versuchen vereinigte sich León im Jahr 1230 endgültig mit dem Königreich Kastilien, doch kam es auch in der Folgezeit immer wieder zu Auseinandersetzungen. Seine Blütezeit erlebte der Ort im ausgehenden Mittelalter und in der frühen Neuzeit.

## Sehenswürdigkeiten
Die zur Gänze aus Ziegelsteinen erbaute Iglesia de San Matías entstammt dem 16. Jahrhundert; hinter den weißverputzten Teilflächen der Außenwand verbergen sich Bruchsteine. Ihre Apsis zeigt einen Blendarkadenaufbau im Mudéjarstil; im Innern ist sie durch ein barockes Altarretabel verstellt. Die Gewölbe der drei Kirchenschiffe sind mit einfachen Stuckornamenten verziert.